# Jama Masjid (Vijayapura)

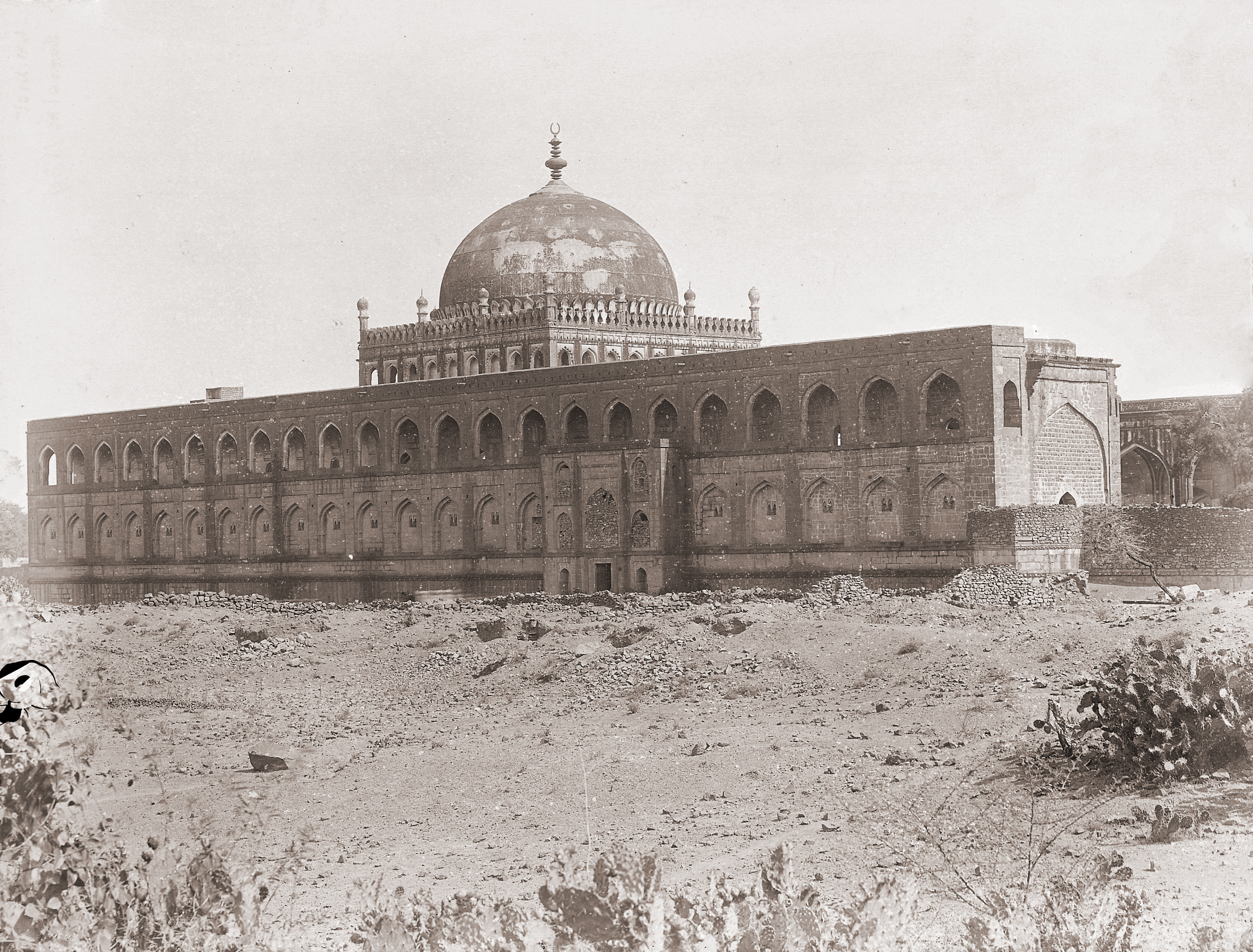
Jama Masjid, Bijapur, Südseite (um 1880)

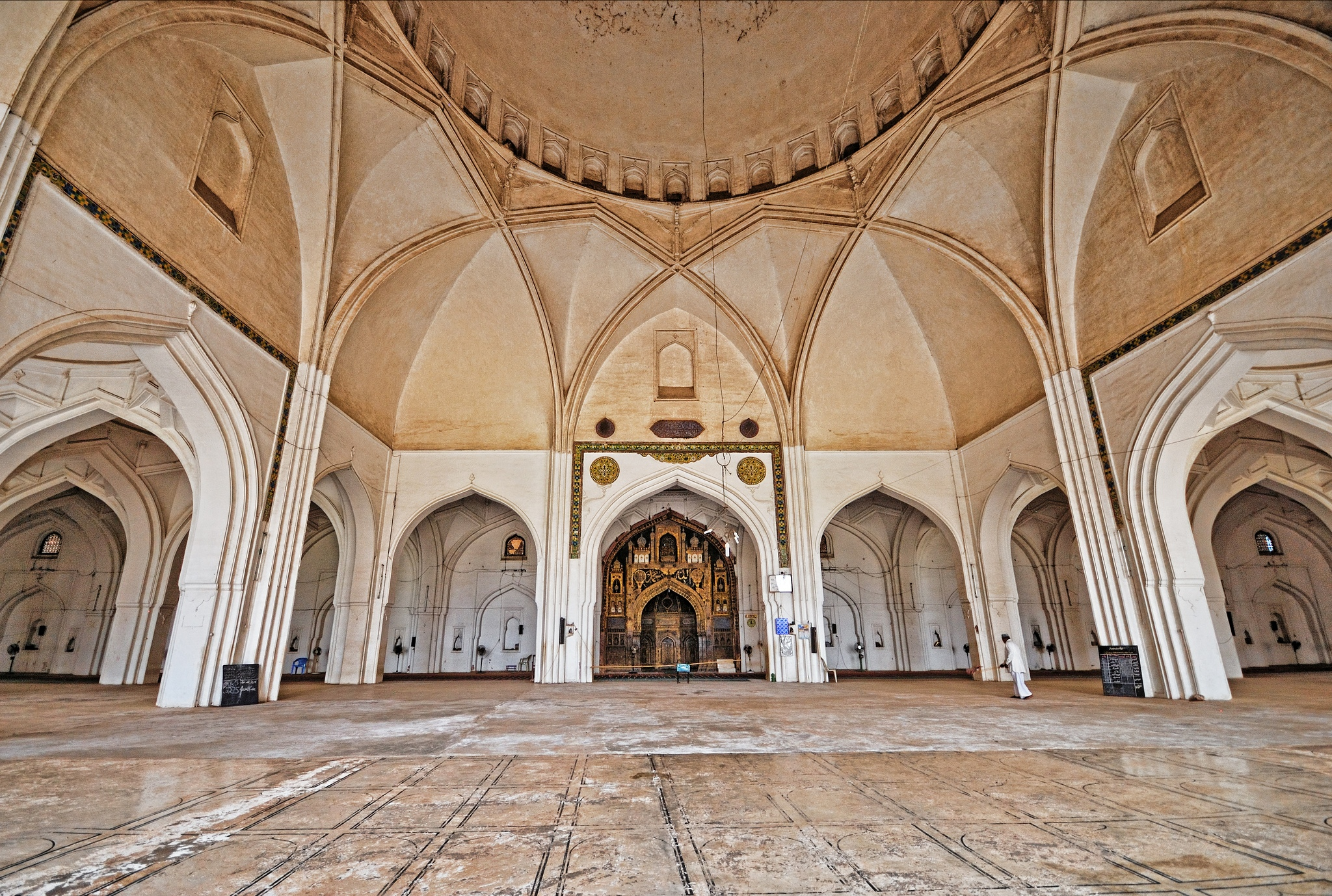
Jama Masjid, Bijapur

Die Freitagsmoschee, Jama Masjid, der südindischen Stadt Vijayapura (Bijapur) im Bundesstaat Karnataka gehört zu den flächenmäßig größten Moscheen des Indischen Subkontinents.

## Lage
Die Freitagsmoschee befindet sich am Rand des Stadtzentrums etwa 1 km südwestlich des berühmten Gol-Gumbaz-Mausoleums.

## Geschichte
Mit dem Bau der Moschee wurde gegen Ende der Herrschaft von Ali Adil Shah I. (reg. 1558–1579), dem 5. Sultan von Bijapur, nach seinem Sieg über das Reich von Vijayanagar begonnen; sie wurde jedoch nie vollendet. Der Mogulkaiser Aurangzeb plante – nach seinem Sieg über das Sultanat und der Einnahme der Stadt (1686) – wohl ihren Weiterbau, doch entstand nur ein Torbau. Minarette fehlen.

## Architektur
Die Moschee gehört zu den im persisch-indischen Raum verbreiteten Hofmoscheen und hat eine Gesamtgrundfläche von ca. 70 × 170 m, wovon der eigentliche Moscheesaal nur etwa ein Drittel einnimmt. Die Hoffläche (sahn) ist umgeben von einer überdachten Galerie (riwaq), die durch zwei Eingänge unterbrochen wird; der von Aurangzeb in Auftrag gegebene dritte Eingang übertrifft die beiden anderen an Größe bei weitem, steht aber isoliert am Ostrand der Hoffläche. Etwa in der Mitte des Hofes befindet sich ein Brunnenbecken für die vom Koran (Sure 5,6) vorgeschriebenen Waschungen (Wudū').

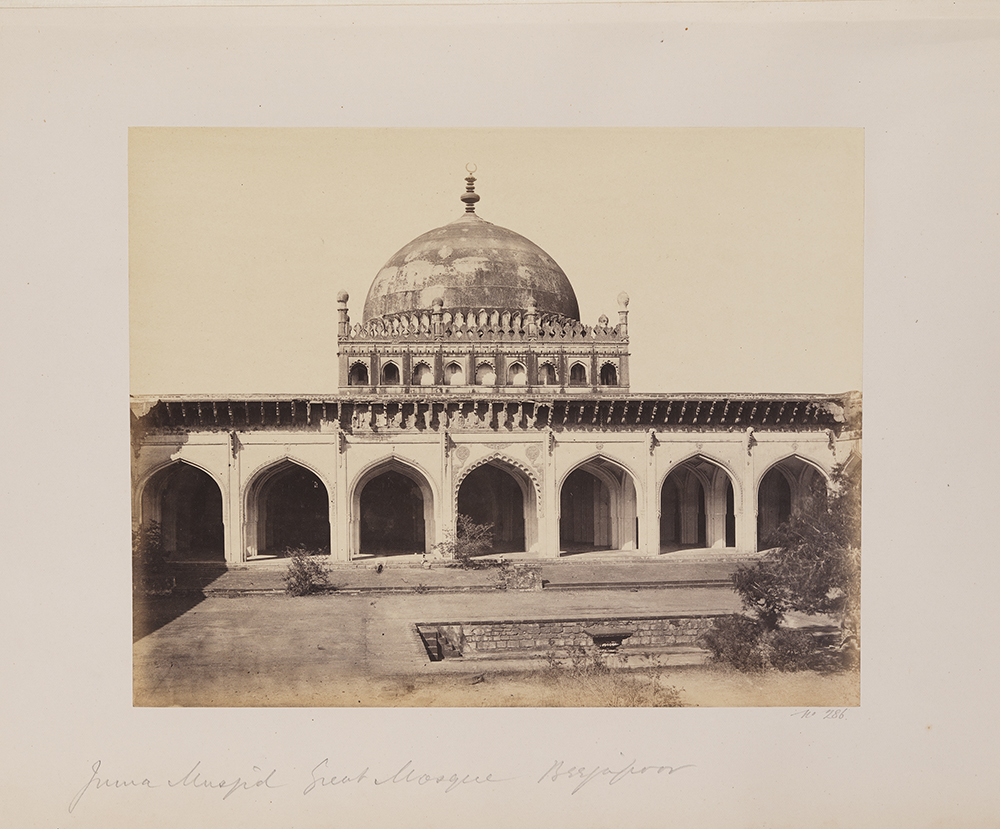
Moschee (um 1860)

In den breitgelagerten Moscheesaal führen 7 gleich hohe Arkaden; sein Inneres ist 5-jochig, wobei die drei mittleren Joche durch eine auf einem quadratisch ummantelten Tambour ruhende Kuppel überhöht, aber – trotz zahlreicher Blendnischen – nicht belichtet werden. Während die Pfeiler und Gewölbe des Saales undekoriert sind, ist der vergleichsweise große Hauptmihrab beinahe überreich mit abstrakt-ornamentalen Malereien versehen; in seiner Umrandung finden sich sogar Architekturmotive (Moschee mit seitlichen Minaretten). Die Unterseite des großen Bogens ist mit kalligraphischen Koranzitaten geschmückt. In der Bodenfläche des Moscheesaales finden sich noch zahlreiche Steindekore in Form von Gebetsteppichen.
Ganz außergewöhnlich – nicht nur für indische Moscheen – sind die durch zahlreiche Blendarkaden im Erdgeschoss und Balkonarkaden im Obergeschoss gestalteten Außenwände auf der Nord- und Südseite.